# Pabneukirchen
Pabneukirchen ist eine Marktgemeinde in Oberösterreich im Bezirk Perg im Mühlviertel mit 1690 Einwohnern (Stand 1. Jänner 2024).
Die Gemeinde zählt seit 2003 zum Gerichtsbezirk Perg (zuvor zum ehemaligen Gerichtsbezirk Grein) mit dem zuständigen Bezirksgericht in der Bezirkshauptstadt Perg.

## Geografie
Der Ort Pabneukirchen liegt auf 571 Meter Höhe im Mühlviertel. Die Ausdehnung der Gemeinde beträgt von Nord nach Süd 7,2 und von West nach Ost 11,1 Kilometer. Die Gesamtfläche umfasst 40,96 Quadratkilometer. Davon sind beinahe 44 Prozent bewaldet und über die Hälfte werden landwirtschaftlich genutzt.

### Gemeindegliederung
Das Gemeindegebiet umfasst folgende 19 Ortschaften (in Klammern Einwohnerzahl Stand 1. Jänner 2024):
- Eibeck (10)
- Großerlau (7)
- Henndorf (37)
- Markt-Süd (134)
- Mitter-Pabneukirchen (86)
- Neudorf (172)
- Nieder-Schreineredt (34)
- Ober-Eisendorf (36)
- Ober-Pabneukirchen (81)
- Pabneukirchen (430)
- Riedersdorf (183)
- Schreineredt (35)
- Sonnleitn (41)
- Staub (20)
- Thomastal (38)
- Unter-Eisendorf (92)
- Unter-Pabneukirchen (78)
- Unter-Sankt Georgen (20)
- Wetzelsberg (156)

Die Gemeinde besteht aus den Katastralgemeinden Pabneukirchen, Riedersdorf und Wetzelsberg.

### Nachbargemeinden
| Königswiesen |                                             | St. Georgen |
| St. Thomas   | Kompassrose, die auf Nachbargemeinden zeigt | Dimbach     |
|              | Bad Kreuzen                                 |             |

## Geschichte
Ursprünglich im Ostteil des Herzogtums Bayern liegend, gehörte der Ort seit dem 12. Jahrhundert zum Herzogtum Österreich. Im Jahr 1147 wurde (Pab)neukirchen anlässlich der Gründung des Klosters Säbnich (später Stift Waldhausen) erstmals urkundlich erwähnt. Seit 1490 wird er dem Fürstentum Österreich ob der Enns zugerechnet.
Während der Napoleonischen Kriege war der Ort mehrfach besetzt.
Seit 1918 gehört der Ort zum Bundesland Oberösterreich. Nach dem Anschluss Österreichs an das Deutsche Reich am 13. März 1938 gehörte der Ort zum Gau Oberdonau. Nach 1945 erfolgte die Wiederherstellung Oberösterreichs.

## Kultur und Sehenswürdigkeiten

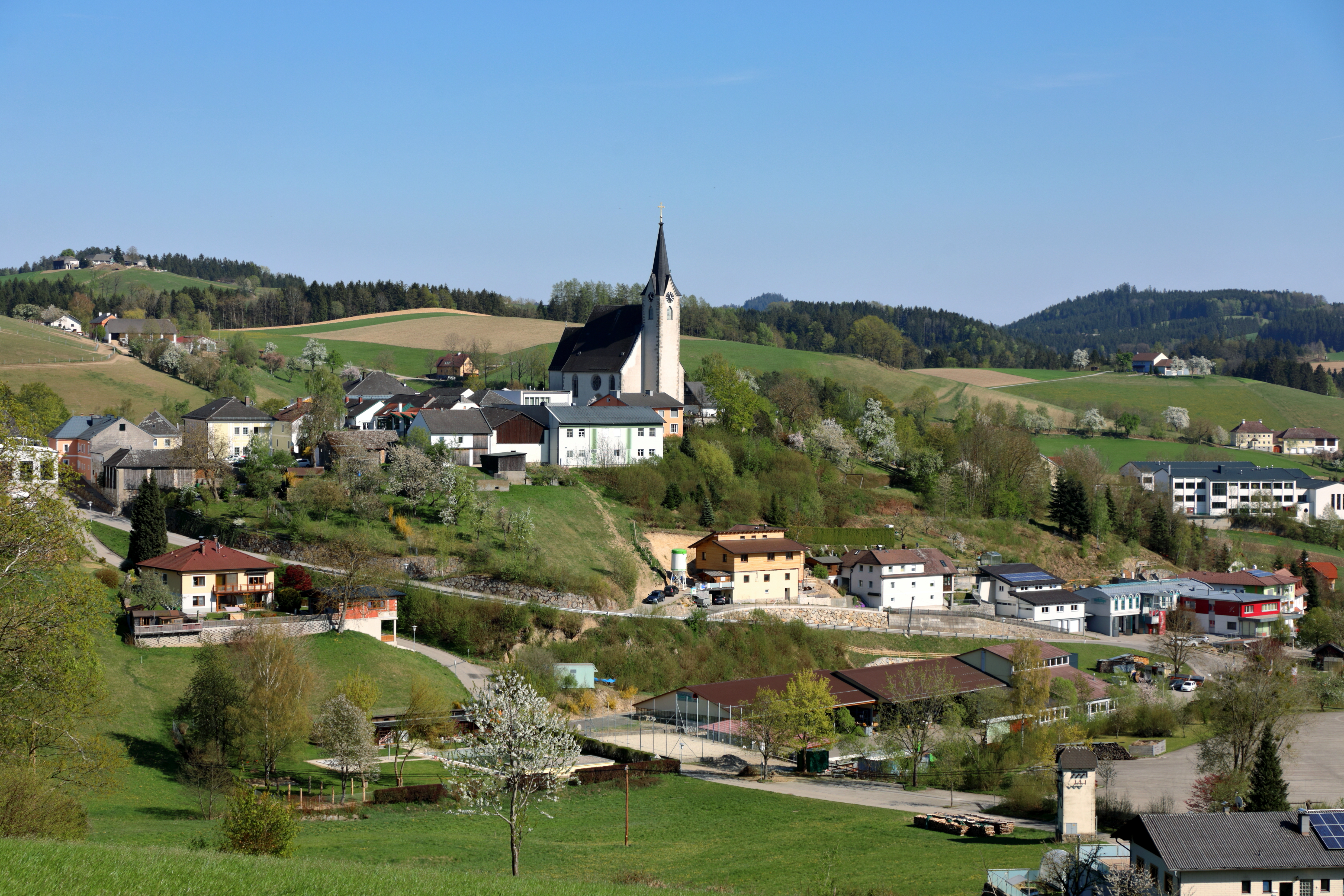
Pfarrkirche Pabneukirchen

- Katholische Pfarrkirche Pabneukirchen Hll. Simon und Judas

### Naturdenkmäler
Im Naturschutzbuch der oberösterreichischen Landesregierung ist die zwölf Meter hohe Einsiedlermauer als Naturdenkmal eingetragen. Es handelt sich um eine Felsbildung aus Weinsberger Granit und einer als Opferschale gedeuteten Vertiefung, die durch chemische und biologische Verwitterung entstanden ist.

## Wirtschaft und Infrastruktur

### Wirtschaftssektoren

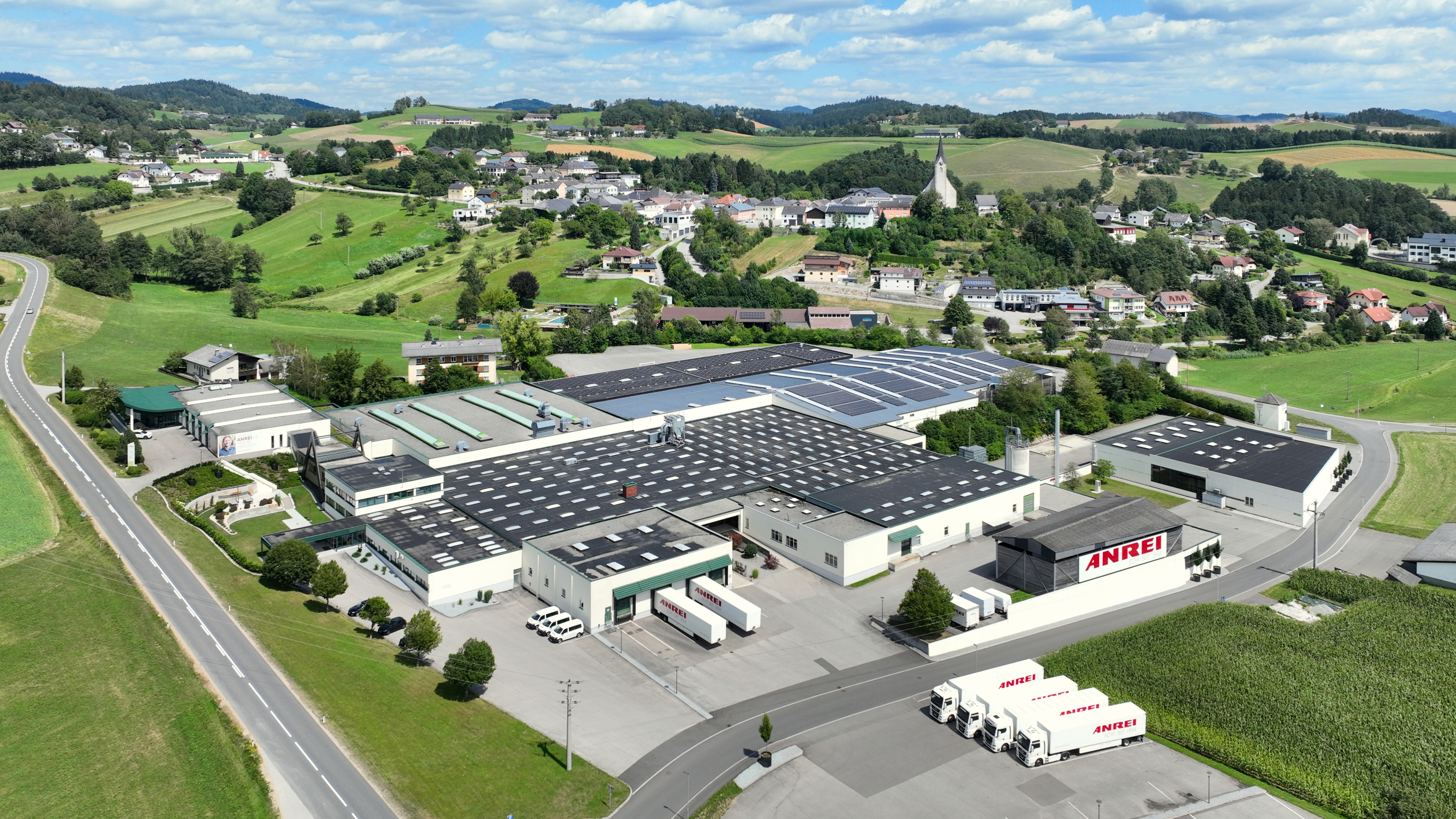
Pabneukirchen mit der Möbelfabrik Anrei im Vordergrund

Im Jahr 2011 waren 153 Erwerbstätige in der Landwirtschaft beschäftigt. Im Produktionssektor arbeiteten neunzig Prozent der 390 Beschäftigten im Bereich Warenherstellung. Die Branchen Handel und soziale und öffentliche Dienste waren die wichtigsten Arbeitgeber im Dienstleistungssektor, für den rund 160 Personen arbeiteten.

### Bildung
- Kindergarten (Caritas)
- Volksschule
- Neue Mittelschule
- Volkshochschule
- Haus der Musik

## Politik

### Gemeinderat
Der Gemeinderat besteht aus 19 Mitgliedern.
- Mit den Gemeinderats- und Bürgermeisterwahlen in Oberösterreich 1997 hatte der Gemeinderat folgende Verteilung: 14 ÖVP, 3 SPÖ und 2 FPÖ.[7]
- Mit den Gemeinderats- und Bürgermeisterwahlen in Oberösterreich 2003 hatte der Gemeinderat folgende Verteilung: 14 ÖVP und 5 SPÖ.[8]
- Mit den Gemeinderats- und Bürgermeisterwahlen in Oberösterreich 2009 hatte der Gemeinderat folgende Verteilung: 12 ÖVP, 4 SPÖ und 3 Liste für Pabneukirchen (LISTE).[9]
- Mit den Gemeinderats- und Bürgermeisterwahlen in Oberösterreich 2015 hatte der Gemeinderat folgende Verteilung: 11 ÖVP,  5 Liste für Pabneukirchen (LISTE) und 3 SPÖ.[10]
- Mit den Gemeinderats- und Bürgermeisterwahlen in Oberösterreich 2021 hat der Gemeinderat folgende Verteilung: 12 ÖVP, 5 Liste für Pabneukirchen (LISTE) und 2 SPÖ.[11][12]

### Bürgermeister
Bürgermeister seit 1850 waren:
| in Riedersdorf (bis zur Eingemeindung 1875) - 1850–1858 Johann Pammer - 1858–1861 Georg Steinkellner - 1861–1875 Josef Kothbauer | in Wetzelsberg (bis zur Eingemeindung 1875) - 1850–1861 Peter Luftensteiner - 1861–1867 Georg Neulinger - 1867–1870 Simon Nußbaummüller - 1870–1873 Georg Steinkellner - 1873–1875 Paul Pechbäck |

in Pabneukirchen
- 1850–1861 Leopold Seyr
- 1861–1870 Michael Amon
- 1870–1873 Josef Fellhofer
- 1873–1879 Johann Dober
- 1879–1895 Franz Leohartsberger
- 1895–1906 Michael Mitterlehner
- 1906–1913 Josef Holzer
- 1913–1919 Johann Payreder
- 1919–1924 Josef Holzer
- 1924–1936 Johann Neulinger
- 1936–1942 Leopold Kloibhofer
- 1942–1945 Alois Hellmuth
- 1945–1946 Karl Wolf
- 1946–1955 Josef Pilz
- 1955–1976 Karl Gassner
- 1976–2002 Johann Riegler
- 2002–2019 Johann Buchberger (ÖVP)
- seit 2019: Barbara Payreder (ÖVP)[14]

### Wappen
Offizielle Beschreibung des Gemeindewappens: In Schwarz auf goldenem Dreiberg ein goldener, auf der mittleren und hinteren Kuppe aufrecht stehender Steinbock, an einem aus der vorderen Kuppe wachsenden, grün beblätterten Haselstrauch mit roten Früchten äsend.

## Persönlichkeiten

### Ehrenbürger der Gemeinde
- 1982: Otto Ransmayr (1929–2021), Pfarrer von Pabneukirchen 1963–1999[16]
- 2021: Johann Buchberger (geb. 1954), Bürgermeister von Pabneukirchen 2002–2019[17]
- 2022: Robert Zinterhof, geb. 1952 in Pabneukirchen.

### Söhne und Töchter der Gemeinde
- Robert Zinterhof (* 1952), Lehrer und Journalist